# Escut de Riudaura
L'escut oficial de Riudaura és el símbol d'aquest municipi i es descriu mitjançant el següent blasonament:
Escut caironat: d'or, una mà de gules contornada i en faixa; el peu ondat faixat d'atzur i d'argent. Per timbre, una corona de poble.

## Disseny
La composició de l'escut està formada sobre un fons en forma de quadrat recolzat sobre un dels seus vèrtexs, anomenat escut caironat, segons la configuració difosa a Catalunya i d'altres indrets de l'antiga Corona d'Aragó i adoptada per l'administració a les seves especificacions per al disseny oficial dels municipis dels ens locals. És de color groc (or), amb la representació heràldica d'una mà mirant cap a l'esquerra de l'escut, és a dir, la dreta de l'observador (contornada), de color vermell (gules). La part inferior de l'escut (el peu) és en forma d'ondes (ondat) i amb una repetició de faixes (faixat) de blau (atzur) i de blanc o gris clar (argent).
L'escut està acompanyat a la part superior d'un timbre en forma de corona mural, que és l'adoptada pel Departament de Governació d'Administracions Locals de la Generalitat de Catalunya per timbrar genèricament els escuts dels municipis. En aquest cas, es tracta d'una corona mural de poble, que bàsicament és un llenç de muralla groc (or) amb portes i finestres de color negre (tancat de sable), amb quatre torres merletades, de les quals se'n veuen tres.

## Història
L'Ajuntament va acordar en ple iniciar l'expedient d'adopció de l'escut el dia 14 de maig de 2003, per adaptar-se a la normativa actual. L'adaptació va consistir bàsicament, a part del canvi de forma i de corona, en canviar el color de la mà (d' argent a gules) i un dels colors de les faixes (d' or a argent). Després dels tràmits reglamentaris, l'escut es va aprovar el 26 d'agost de 2003 i fou publicat al DOGC número 3.989 de 16 d'octubre del mateix any.
La mà és el senyal tradicional de l'escut del municipi, que fa referència a Sant Marçal (patró del poble) i les faixes ondades són un senyal parlant que simbolitzen el "riu" del nom del poble.